# Udo Ludwig (Ökonom)
Udo Ludwig (* 28. Februar 1943 in Kelbra (Kyffhäuser); † 3. September 2024 in Halle (Saale)) war ein deutscher Ökonom und Hochschullehrer.

## Leben
Ludwig schloss 1967 sein Studium der ökonomischen Kybernetik an der Staatlichen Universität Leningrad als Diplom-Ökonom ab. Von 1967 bis 1983 arbeitete er in der Abteilung „Strukturanalysen“ der Akademie der Wissenschaften der DDR und promovierte 1971 am Zentralinstitut für Wirtschaftswissenschaften mit einem bildungsökonomischen Thema zum Dr. oec. Anschließend war er von 1984 bis 1986 Wissenschaftler in der Abteilung „Volkswirtschaftliche Gesamtrechnungen“ der Staatlichen Zentralverwaltung für Statistik und von 1987 bis 1991 Leiter des Forschungsbereichs „Makroökonomische Analysen und Prognosen“ des Zentralinstituts für Wirtschaftswissenschaften.
Von 1992 bis 2009 wirkte er als Leiter der Abteilung „Konjunkturzyklen und Wirtschaftswachstum“ am Institut für Wirtschaftsforschung Halle (IWH). 2005 wurde er zum Honorarprofessor für empirische Wirtschaftsforschung an der Universität Leipzig ernannt. Nach seinem offiziellen Ruhestand 2009 wirkte er weiterhin bis 2012 als wissenschaftlicher Mitarbeiter der Abteilung „Makroökonomie“ des IWH. Im Jahr 2014 wurde Ludwig die Ehrenmedaille der Leipziger Ökonomischen Sozietät verliehen.

## Schriften (Auswahl)
- mit Harry Maier und Jürgen Wahse: Bildung als ökonomische Potenz im Sozialismus. Ein Beitrag zur marxistisch-leninistischen Theorie der intensiv erweiterten Reproduktion. Dietz, Berlin 1972.
- Aufwand-Nutzen-Analysen in Forschung und Entwicklung (= Forschungsberichte des Zentralinstituts für Wirtschaftswissenschaften der Akademie der Wissenschaften der DDR. Band 9). Akademie-Verlag, Berlin 1974.
- mit Magnus Heydt und René Hill: Komplexe Effektivitätsbewertung durch Aufwand-Nutzen-Analyse (= Forschungsberichte des Zentralinstituts für Wirtschaftswissenschaften der Akademie der Wissenschaften der DDR. Band 35). Akademie-Verlag, Berlin 1981.
- mit Peter Fleissner: Ostdeutsche Wirtschaft im Umbruch. Computersimulation mit einem systemdynamischen Modell. Vieweg, Braunschweig 1992, ISBN 3-528-05192-2.
- mit Reiner Stäglin und Carsten Stahmer: Verflechtungsanalysen für die Volkswirtschaft der DDR am Vorabend der deutschen Vereinigung (= Beiträge zur Strukturforschung. Band 163). Duncker & Humblot, Berlin 1996, ISBN 3-428-08879-4.